# اجلاس جزیره فرمانداران
اجلاس جزیره فرمانداران نشستی بین رئیس جمهور ایالات متحده، رونالد ریگان، و دبیر کل حزب کمونیست اتحاد جماهیر شوروی، میخائیل گورباچف بود.  در 7 دسامبر 1988 برگزار شد. معاون رئیس جمهور ایالات متحده و رئیس جمهور منتخب جورج اچ دبلیو بوش نیز در آن حضور داشتند.
گورباچف به محض اطلاع از زلزله ای که در همان روز جمهوری شوروی ارمنستان را لرزاند، سفر خود به ایالات متحده را کوتاه کرد.